# 岐阜県立恵那特別支援学校
岐阜県立恵那特別支援学校（ぎふけんりつ えなとくべつしえんがっこう）は、岐阜県恵那市にある病弱児のための特別支援学校。2010年（平成22年）4月に現在の恵那南高校・岩村校舎(旧・岐阜県立岩村高等学校)の場所に一括移転された。

## 学校概要
- 創立 1956年（昭和31年）
- 学部
  - 小学部
  - 中学部
  - 高等部
- 所在地 恵那市岩村町133-3
- 教育目的
  - 児童生徒一人一人の病状や障害の状態に応じた適切な指導や援助を通して、「児童生徒一人一人」が輝く教育を目指す。

## 沿革
- 1952年（昭和27年）- 国立岐阜療養所に入院中の児童に対し、教職員の奉仕によって学習が行われる
- 1956年（昭和31年） - 国立岐阜療養所内に恵那市立大井小学校の養護学級として設立
- 1957年（昭和32年） - 国立岐阜療養所内に恵那市立恵那東中学校の養護学級として設立
- 1964年（昭和39年）4月 -  恵那市立大井小学校・恵那市立恵那東中学校緑ケ丘分校に改称する
- 1968年（昭和43年）4月 -  恵那市立緑ケ丘小学校・緑ケ丘中学校に改称する
- 1969年（昭和44年）4月 -  恵那市立緑ケ丘養護学校に改称する
- 1974年（昭和49年）4月 -  県立移管し、岐阜県立恵那養護学校に改称する
- 1975年（昭和50年）3月 -  岐阜県恵那市長島町久須見1083-35に校舎が完成する。
- 1976年（昭和51年）
  - 3月 - 校舎を増築する。
  - 12月 - 体育館が完成する。
- 1979年（昭和54年）4月 - 隣接地に岐阜県立白鳩学園が設置される。
- 2000年（平成12年） - 生徒数増加に伴い、仮校舎を設置する。
- 2007年（平成19年） - 生徒数増加に伴い、仮校舎を設置する。
- 2007年（平成19年） - 法令改正に伴い岐阜県立恵那特別支援学校に改称する
- 2010年（平成22年） - 岩村の旧岩村高校跡地に移転

## アクセス
- 明知鉄道明知線岩村駅より徒歩15分
- 国道257号裏山交差点からすぐ